# Bálint Ádám
Bálint Ádám (Budapest, 1981. október 1. –) magyar színész és énekes, a Budapesti Operettszínház tagja. A Megasztár című műsorban tűnt fel.

## Életpályája
Gyermekkorában visszahúzódó személyiség volt, ám  A padlás című előadás hatására elhatározta, hogy a színészhivatást fogja választani. Az Arany 10 Musical Stúdió növendékeként énekelni és táncolni tanult. Középiskolai évei alatt a Petőfi Diákszínpad tagja lett, ahol a Mária evangéliuma (József), az Anna Karenina (Levin), a Kaleidoszkóp és a Valahol Európában (Ficsúr, Hosszú) című darabokban próbálhatta ki tehetségét.
2003-ban felvették a Budapesti Operettszínház Pesti Broadway Stúdiójába. 2004-ben részt vett a Megasztár tehetségkutató vetélkedő második szériájában, ahol a hetedik helyen végzett. 2005 óta játszik az Operettszínházban. A Rómeó és Júlia Rómeójáért a Színészkamarától megkapta a színészdiplomát.
Leginkább karakterszerepeket játszik, mint pl. Mercutio (Rómeó és Júlia), Lumière (A Szépség és a Szörnyeteg), Carl Brunner (Ghost), Fűrész Róbert (Koldusopera), Schikaneder (Mozart!), Ferenc József (Elisabeth), Kuncz Feri, Kalmár Péter (Abigél), Poire (Sybill), Demetrius (Szentiván-éji álom), Enoch Snow (Carousel).
2006. június 23-án Közelebb címmel kiadta első önálló lemezét. Egy évvel később, Galambos Dorinával énekelt duettjét (Ez a szerelem) sokat játszották a rádiók.
2009-ben összeházasodott szerelmével, Deák Melindával. Három gyermekük van, Izabell (2014), valamint Benjámin és Johanna (2017).

## Főbb szerepei
- Rómeó és Júlia – Rómeó, Mercutio
- West Side Story – Riff
- Valahol Európában – Hosszú
- A Szépség és a Szörnyeteg – Lángőr, a gyertyatartó (német nyelven is)
- Mária főhadnagy – Herbert von Waldhausen
- Oltári srácok – Matthew
- Elisabeth – Ferenc József
- Mozart! – Emanuel Schikaneder színházigazgató
- Szentivánéji álom – Demetrius
- Rebecca – Jack Favell
- Ördögölő Józsiás – Villikó
- Abigél – Kuncz Feri
- Koldusopera – F. Róbert
- Amerikai komédia - Albert Morning, gyufagyáros
- A Csárdáskirálynő - Schulteis Arnold
- Marie Antoinette - Léonard Autié
- Sybill - Poire
- Caroussel - Enoch Snow
- Herceg - La Mancha lovagja

## Díjai
- Honthy-díj (2019)